# 坦佩雷联合足球俱乐部
坦佩雷联合足球俱乐部（芬蘭語：Jalkapalloseura Tampere United，缩写为“TamU”）是芬兰坦佩雷的一个足球俱乐部。现时在芬兰第三级别的芬兰足球乙级联赛中参赛。
该俱乐部直至2010赛季结束时曾有一支球队在芬兰顶级的芬兰足球超级联赛中参赛。由于涉嫌洗钱非法活动，该俱乐部在2011赛季时被禁止参加芬兰的足球比赛。该俱乐部继续由球迷支持者运行，并在2012年组织一支叫“TamU-K”的球队在芬兰最低级别的联赛中参赛。在四年内球队晋升三级。在2016赛季时所有的球队再次由俱乐部掌管。现今，坦佩雷联合足球俱乐部是由建立运行TamU-K的同一批支持者拥有和掌控的。

## 历史
俱乐部创建于1998年7月。最初的计划是将两支当地的足球俱乐部伊尔韦斯足球俱乐部（FC Ilves）和坦佩雷足球俱乐部（TPV）整合成一支球队。但是后来TPV决定保持自己的球队。伊尔韦斯继续参加更低级别得联赛，而坦佩雷联队则继承伊尔韦斯在芬兰足球甲级联赛中的位置。 
在俱乐部组建15个月后，他们参赛的首个1999年赛季里，他们就赢得了晋级资格。在2000年赛季里球队取得了联赛第6名。2001年在他们参赛的第三个赛季里球队赢得了联赛冠军。之后在2006年和2007年连续两次夺得联赛冠军称号。
2011年4月14日该俱乐部被芬兰足球协会除名，因为俱乐部接受了一家涉嫌打假球和洗钱的新加坡公司的资金。球队也被禁止参加2011年的芬超联赛。球员的合同也因无资金着落而终止。
在2019年俱乐部开始遭受财政困难的时候一些球队支持者成立了一个支持者信托基金，目的是能让支持者在俱乐部中提出意见并购买俱乐部的股份。2012年信托基金成立了一个名为“TamU-K”（K为芬兰语单词Kannattaja/支持者的首字母）的球队。2012年该球队参加芬兰最低级别第七级别的联赛，并晋升至第六级别的联赛。2013赛季后球队晋升至第五级别的联赛，2015年赛季后球队晋升至第四级别的芬兰足球丙级联赛。
在2016年赛季之前坦佩雷联合足球俱乐部接管了在“TamU-K”名下的所有球队，所以坦佩雷联队在2016年参加了丙级联赛。一个赛季之后坦联晋升至芬兰足球乙级联赛。2017年坦联排名在乙级B组第六名。2018年在乙级C组中排名第九。2019年赛季坦联继续在乙级联赛中参赛。

## 荣誉
- 芬兰足球超级联赛冠军：2001，2006，2007
- 芬兰杯冠军：2007
- 芬兰联赛杯冠军：2009